# Estufa Fria
Estufa Fria (Ogród Zimny) – 1,5-hektarowy kompleks krytych ogrodów w Parku Edwarda VII, nieopodal placu Markiza de Pombala w Lizbonie (Portugalia).

## Historia
W miejscu obecnego ogrodu funkcjonował w XIX w. kamieniołom bazaltu. Założenie parkowe, z roślinami z całego świata, postanowiono zrealizować przed I wojną światową, lecz wydarzenia tej batalii pokrzyżowały i opóźniły te plany. Po wojnie wrócono do zarzuconych zamiarów – w 1926 rozpoczęto prace pod kierunkiem architekta i malarza Raula Carapinhii. Ogród (już jako założenie zamknięte zadaszeniem) otwarto dla publiczności w 1933. W latach 40. XX w. modernizowano całe założenie Parku Edwarda VII. Po kolejnej modernizacja, w 1975 otwarto Estufa Quente i Estufa Doce (ogrody: Gorący i Słodki) – oryginalne rozwiązanie prezentujące rośliny, według projektu inż. Paulido Garcii.

## Kolekcja
Ogrody prezentują rośliny według gatunków i stref klimatycznych.
- Estufa Fria (powierzchnia 8100 m²) – rośliny z następujących regionów: Chiny, Półwysep Koreański, Australia, Peru, Meksyk, Brazylia, Antyle i Tasmania.
- Estufa Quente (powierzchnia 3000 m²) – rośliny tropikalne, np. kawa, mango.
- Estufa Doce (powierzchnia 400 m²) – kaktusy, sukulenty itp.

Ekspozycja zaaranżowana jest w bardzo atrakcyjny sposób – odwiedzający mogą się przechadzać wąskimi chodnikami, pośród roślin, na różnych wysokościach. Zabudowano różnorodne elementy małej architektury – mostki, groty, ławki, zapewniające dobre widoki na poszczególne części ogrodów. Przy kasie możliwe jest nabycie pamiątek i roślin.

## Dojazd
Dojazd metrem – stacje Estação Parque oraz Estação Marquês do Pombal.